# Trofeum

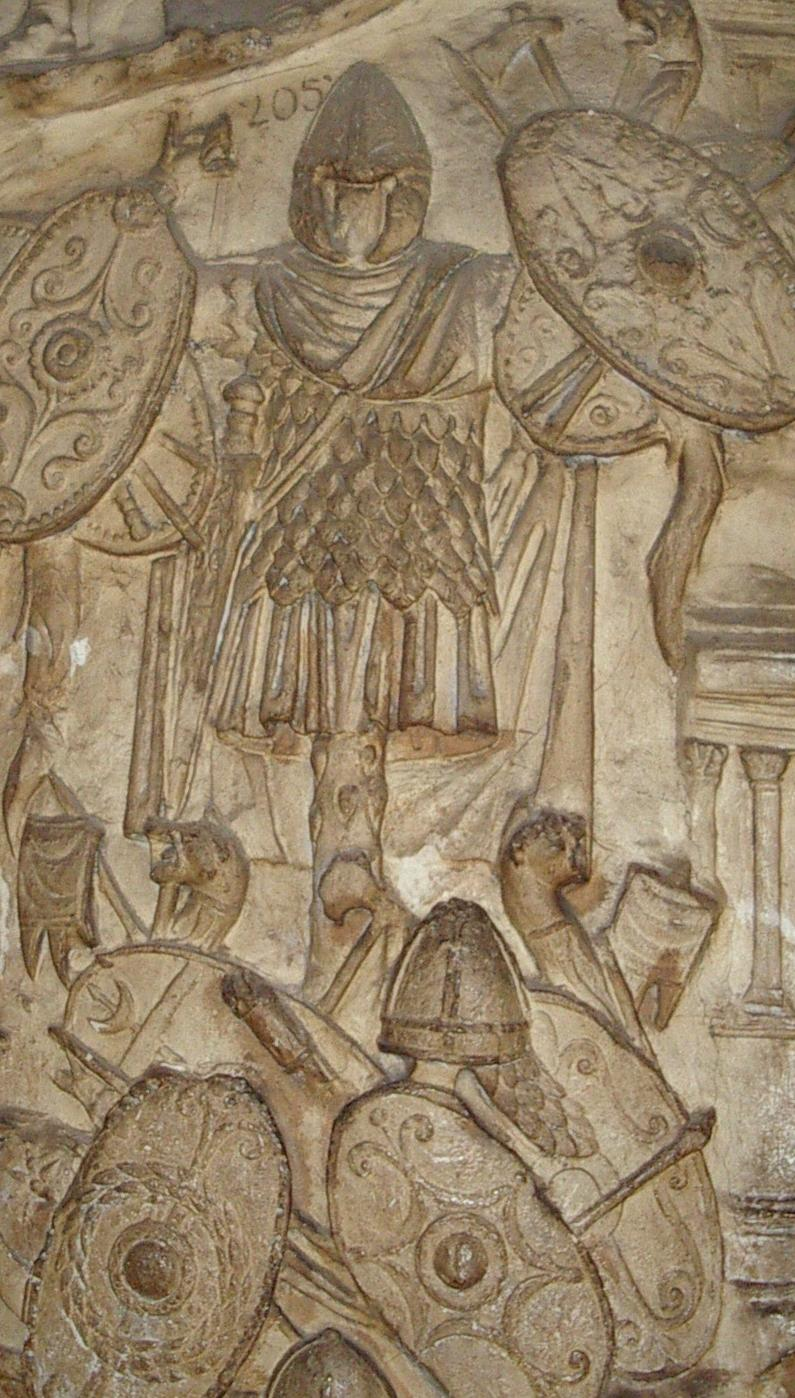
Wizerunek trofeum rzymskiego na kolumnie Trajana

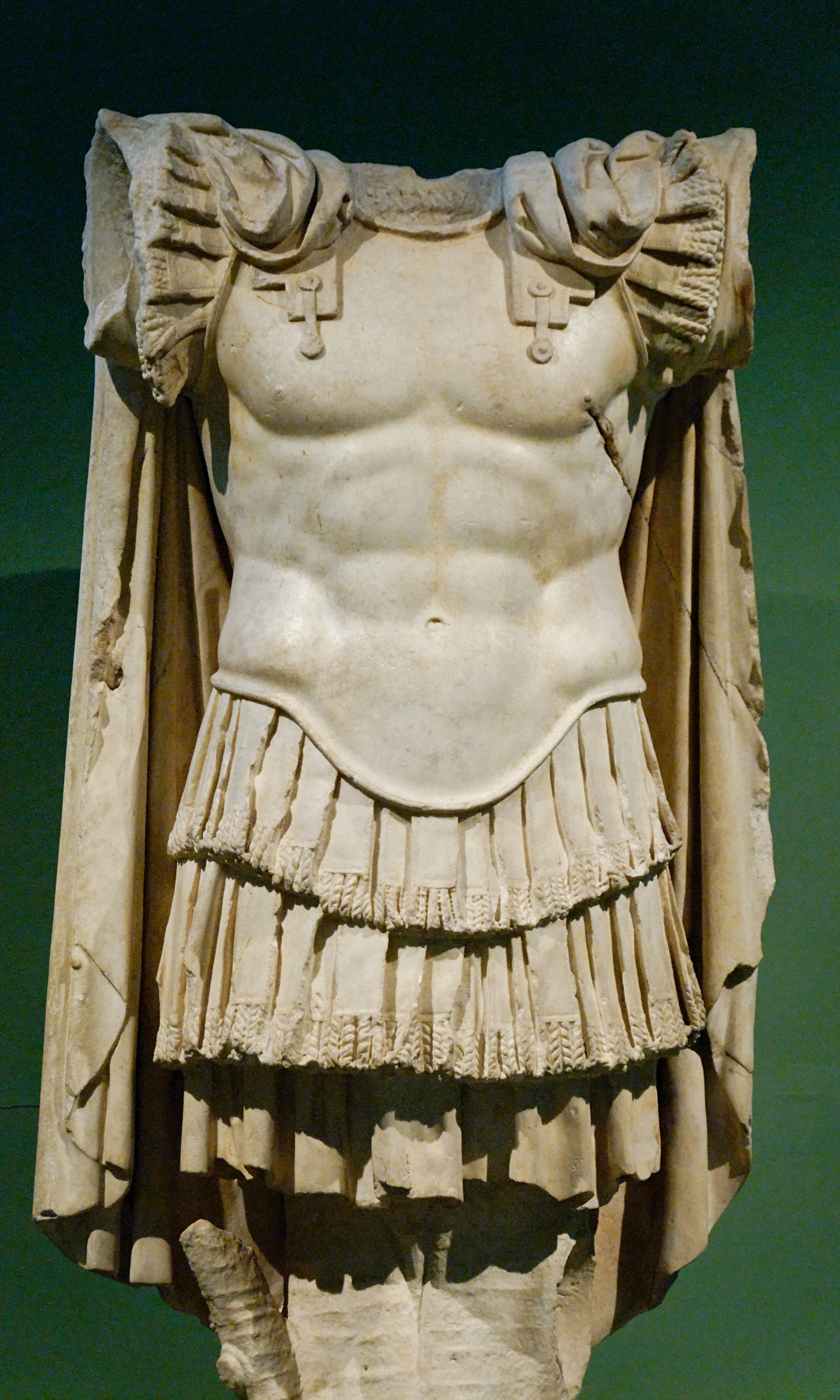
Tropajon w Muzeum Kapitolińskim w Rzymie

Trofeum, tropajon (gr. τρόπαιον tropaion, łac. tropaeum) – w kulturze hellenistycznej symbol wielkiego zwycięstwa, spełniający też rolę wotum składanego bogom w podziękowaniu za odniesione zwycięstwo. 
Trofea umieszczano w pobliżu pola bitwy (w przypadku bitwy morskiej na najbliższym wybrzeżu). Najczęściej trofeum stanowiły elementy zdobycznej broni, zbroi i oznak bojowych pokonanych wojsk, zawieszone na wbitym w ziemię słupie lub na drzewie, w sposób imitujący sylwetkę uzbrojonego żołnierza. Rzadziej natomiast miało formę złożonej w stos zdobycznej broni i znaków bojowych (panoplium). W przypadku upamiętnienia bitwy morskiej, trofeum najczęściej w formie brązowych okuć dziobów, sterów i kotwic, układano na najbliższym brzegu. Obok zwykle umieszczano inskrypcję informującą o bitwie i zawierającą podziękowania dla boga, który dał zwycięstwo. Zniszczenie trofeum lub jego rozkradzenie było uważane za świętokradztwo. Najstarsze udokumentowane trofeum powstało w 520 p.n.e. w świątyni Afai na Eginie na pamiątkę zwycięstwa Eginetów nad mieszkańcami wyspy Samos.
Zwyczaj ustawiania trofeum (łac. tropaeum) kontynuowano w epoce rzymskiej, lecz nie ustawiano go na polu bitwy, tylko w stolicy. W późniejszym okresie wykonywane z marmuru lub metalu, przyjęło postać pomnika – przykładem może być tropajon Trajana w Adamklissi, wzniesiony po zwycięstwie nad Dakami w 109 roku.